# هانا الیزابت (کشتی)
هانا الیزابت (کشتی) (به انگلیسی: Hannah Elizabeth (ship)) یک کشتی بود که طول آن ۶۷ فوت ۱۰ اینچ (۲۰٫۶۸ متر) بود.